# Ранкович, Александр

Группа руководителей партизанского движения в Югославии в годы Второй мировой войны. Сидят справа налево: Мома Маркович, Тито, Благое Нешкович, стоят справа налево:Александр Ранкович, Слободан Пенезич, неизвестный, Милован Джилас, Арсо Йованович

Ранкович как глава УДБА МВД ФНРЮ

Алекса́ндр Ра́нкович, серб. Александар Ранковић, известен также как Лека Марко (28 ноября 1909, село Дражевац около г. Обреновац, Королевство Сербия — 20 августа 1983, Дубровник, Хорватия, СФРЮ) — югославский государственный политический, и военный деятель, министр внутренних дел ФНРЮ (1946—1953), вице-президент СФРЮ (1963—1966), соратник и сподвижник Иосипа Броз Тито. В 1966 году ушёл из политики после острого внутриполитического скандала.  

## Биография

#### Детство
Родился 28 ноября 1909 года в Дражеваце. Он происходил из бедной крестьянской семьи и был старшим ребенком в семье Миливоя и Даринки, у которых кроме него были дочь Катарина и сын Драгомир Драган. Отец Миливое, измученный военными действиями, заболел туберкулезом и умер, поэтому его мать взяла на себя заботу о семье с помощью зятя Любивого. 
Живя бедно и рано оставшись без отца, отправился на заработки в Белград в возрасте тринадцати лет 1922 году. С 1924 года - член профсоюза (синдиката). С 1927 года - член Союза коммунистической молодёжи Югославии (СКМЮ).

#### Партийная карьера в подполье
С 1928 года - член КПЮ (с 1952 - СКЮ), секретарь окружного комитета СКМЮ по Сербии. Издавал подпольную газету, за что был арестован. В заключении подвергался жестоким пыткам. По итогам судебного процесса был приговорён к шести годам тюремного заключения, которое он отбывал в тюрьмах Сремска Митровица и Лепоглава. Там Ранкович вербовал молодёжь в коммунистическое движение.
Выйдя из тюрьмы в 1935 году, год отслужил в королевской армии Югославии, после чего переехал в Белград. Работал в профсоюзе. В 1936 году стал членом окружного комитета КПЮ по Сербии, а в 1937 — членом Политбюро ЦК КПЮ. Находясь под постоянным надзором полиции, в январе 1939 году перешёл на нелегальное положение, где был известен под псевдонимом «Марко». На Загребской конференции (1939) повторно избран в ЦК КПЮ. На этот период жизни Ранковича приходится его знакомство с Иосипом Броз Тито.

#### Вторая мировая война
Когда в 1941 году Третий Рейх напал на Королевство Югославия, Ранкович находился в Загребе. После пленума ЦК КПЮ переехал в Белград. В конце июля 1941 года после взрыва белградской радиостанции попал в руки полиции и был передан гестапо. При помощи агентов-подпольщиков был переведён в больницу, откуда Олга Алкалай организовала его бегство. Некоторое время после этого находился в Белграде, затем перебрался на занятую партизанами территорию. Вошёл в состав Верховного штаба партизанского движения. В это же время погибла его супруга Анджелия. Посмертно она была объявлена народным героем Югославии. 
В ходе Народно-освободительной войны в Югославии - видный деятель Народно-освободительной армии Югославии(НОАЮ), партизанский командир. В итоге дослужился до генерал-полковника НОАЮ/ЮНА. Вошёл в окружение Броз Тито. 13 мая 1944 года возглавил Отделение по защите народа (ОЗНА) - первый орган государственной безопасности на территориях, подконтрольных югославским коммунистам. На заседании Великой антифашистистской скупщины народного освобождения Сербии в Белграде в ноябре 1944 года избирался народным депутатом и первым заместителем председателя Народной скупщины Сербии I и II созыва. В отсутствие Броз Тито издал указ о прорыве Сремского фронта (1945).

#### От министра внутренних дел до вице-президента Югославии
В феврале 1946 года, после образования Федеративной Народной Республики Югославия (с 1963 года - Социалистическая Федеративная Республика Югославия (СФРЮ)) занял пост министра внутренних дел ФНРЮ. Одновременно возглавлял имевшееся при федеральном МВД Югославии Управление государственной безопасности (УДБА). 
Как министр внутренних дел ФНРЮ, руководил репрессиями и соответствующими операциями против прогерманских и проитальянских коллаборационистов (рупниковцы, усташи и другие) и конкурирующих партизанских движений (четники). В марте 1946 года был арестован, а в июле того же года казнён лидер четников Драголюб Михаилович. В ходе начавшегося в 1948 году советско-югославского конфликта встал на сторону Броз Тито. На V съезде КПЮ в июле 1948 года осудил действия Сретена Жуйовича и Андрия Хебранга как «антипартийные», после чего оба были исключены из партии. После V съезда КПЮ УДБА развязало репрессии против югославских коммунистов, поддерживавших СССР и Коминформ. В 1949 году был открыт концлагерь на Голом острове (Голи-Оток), через который прошло 16 000 человек. В данный лагерь помещали и "коминформовцев". В 1951 году Ранкович посетил лагерь на Голом острове и, как сообщается, был возмущён жестокими даже по его меркам условиями содержания заключённых. После этого условия содержания заключённых Голи-Отока несколько смягчились. Когда в 1950 году Сретен Жуйович публично осудил себя за "заблуждения" и заявил, что "получил по заслугам", Ранкович поддержал не только идею освобождения Жуйовича, но и восстановления в КПЮ, хотя и в качестве рядового члена. Все годы советско-югославского конфликта Ранкович обозначался в советских СМИ как ключевой соучастник преступлений Броз Тито (активно использовался термин "фашистская клика Тито-Ранковича"). 
В январе 1953 года Ранкович оставил управление МВД и УДБА ФНРЮ, но остался фактическим куратором силовых структур и органов государственной безопасности. 
С 1956 года — заместитель председателя Союзного Исполнительного Веча (вице-премьер), член Секретариата Верховного комитета ЦК СКЮ, член ЦК Союза коммунистов Сербии, занимал ряд других государственных и партийных постов.
В 1963 году ввёл в строй автомагистраль «Братство — единство» из Словении через Хорватию и Сербию в Македонию. По большому счёту, дорога не отвечала международным критериям автомагистрали, однако для Югославии того времени это был большой технологический прорыв. Автомагистраль сооружали молодёжные бригады добровольцев со всей Югославии.

#### Вице-президентство
30 июня 1963 года с введением в СФРЮ поста вице-президента Ранкович начал исполнять соответствующие обязанности. 
Когда Ранкович стал вице-президентом СФРЮ, вокруг него сформировалась фракция влиятельных членов СКЮ, преимущественно сербов. Ранкович и его единомышленники настаивали на централизации и усилении роли Сербии и СФРЮ, ограничении албанской автономии в Косове, настороженно относились к экономической политике, разработанной Эдвардом Карделем, противились демократизации и дальнейшей федерализации Югославии. Естественным образом Ранкович и его фракция были популярны в Союзе коммунистов Сербии и среди косовских сербов. Броз Тито склонялся в сторону Карделя, благоволил Хорватии и считал нужным сохранить албанскую автономию в Косове. Ранкович и Броз Тито имели разные взгляды и на внешнюю политику Югославии: вице-президент СФРЮ удивительным образом стал высказываться за сближение с СССР, в то время как его шеф считал нужным продолжать политику нейтралитета и балансирования между Западом и Востоком. 

#### Скандал с прослушиванием и Брионский пленум
В 1966 году Броз Тито обнаружил устройства для прослушивания в своей резиденции на Ужичкой ул. 15 в Белграде в своём рабочем кабинете и в комнате своей супруги. Кто именно установил эти приборы, так никогда и не стало достоянием гласности. Броз Тито немедленно сообщил партийной верхушке о том, что его прослушивали, и что виновной в этом он считает Службу государственной безопасности (СГБ; УДБА на тот момент было реформировано и реорганизовано) и её куратора Ранковича. Была создана следственная комиссия. Броз Тито назначил заседание Исполкома на 16 июня 1966 года, где было принято решение о проведении внеочередного пленума ЦК, который начался 1 июля 1966 года в гостинице «Истра» на острове Бриони.
Ещё до заседания пленума Ранкович подал в отставку с должностей членов ЦК СКЮ и Исполкома. Позднее, 15 сентября 1966 года, Ранкович был исключён из СКЮ. Были сняты с должностей ряд его высокопоставленных сторонников.
1 декабря 1966 года правительство приняло секретное «Сообщение о противоправной деятельности группы Александра Ранковича и о злоупотреблении Службы государственной безопасности в политических целях». В этом постановлении было сказано, что существовала некая группа, стремившаяся через органы государственной безопасности влиять на принятие решений. Также постановление предлагало сократить численность СГБ на 700 человек, а в отношении Ранковича применить меры общественного осуждения, но уголовного дела не возбуждать.

### После отставки
После Брионского пленума Ранкович не участвовал в общественной жизни, проживал на своей вилле в Дубровнике и писал мемуары. Умер 20 августа 1983 года от сердечного приступа. На похоронах собралось около 100 тыс. человек, что свидетельствовало о его сохранившейся популярности, даже несмотря на опалу.

## Семья
Во время Второй мировой войны войны погибла его первая жена Анджелия (Анджа). После войны женился на Славке Ранкович. Имел двух сыновей: Слободана и Мирослава. Внучка Аня Ранкович в настоящее время ведущая сербского телевидения.

## Награды
Югославские
- Орден Героя Социалистического труда
- Орден Национального освобождения
- Орден Партизанской звезды
- Орден «За заслуги перед народом»
- Орден «Братства и единства» I степени,
- Орден «За храбрость»
- Орден золотой ленты
- Партизанский памятный знак 1941 г.
- Орден Народного героя

Иностранные
- Орден Кутузова I степени (СССР; 6 сентября 1944)
- Орден Суворова I степени (СССР; 15 октября 1945)
- Орден Святой Троицы (Эфиопия)